# Гуардавалле
Гуардавалле (итал. Guardavalle) — коммуна в Италии, располагается в регионе Калабрия, подчиняется административному центру Катандзаро.
Население составляет 5196 человек (на 2004 г.), плотность населения составляет 88 чел./км². Занимает площадь 60,4 км². Почтовый индекс — 88065. Телефонный код — 0967.
Соседние коммуны: Монастераче, Бивонджи, Стило.
Покровителем коммуны почитается Акакий Каппадокиянин. Праздник ежегодно празднуется 7 мая.